# 豊島有経
豊島 有経（としま ありつね）は、平安時代後期から鎌倉時代初期にかけての武将。父（または祖父）は豊島清元（清光）。子（または父）は豊島朝経。官位は紀伊権守。
豊島氏は武蔵国の豪族で、父の清元と弟の葛西清重は源頼朝の挙兵に参じて有力御家人となっていた。

## 生涯
元暦元年（1184年）8月、源義経に従う有経は高野山の所領である紀伊国伝法院領（根来寺）へ進駐して荘民に兵役と兵糧を賦課。これに対して伝法院領が紀伊国司へ乱暴狼藉を働く守護人有経の雑事の停止を要求。12月になって有経は伝法院領に陳謝している（この時点では紀伊権守になっている）。この時期はまだ治承・寿永の乱の最中であるが、既に有経が鎌倉政権から紀伊守護に任ぜられていたことが分かる（『根来要書』）。
文治2年（1186年）、有経は丹波国篠村庄を延朗上人に宛がう使者となっている。この土地は元は平重衡の所領だったが義経への恩賞地となり、義経は上人に寄進したが、義経が没落したために上人が辞退を申し出ていた土地であった。
文治5年（1189年）の頼朝の鶴岡八幡宮供養に供奉。
建久元年（1190年）5月、御随身左府生の秦兼平が鎌倉へ使者を送り、紀伊国八条院領三上庄は兼平の譜代相伝の所領なのに有経が関東から地頭に補任され貢納を抑留していると訴えを起こした。翌建久2年（1191年）10月になって幕府は裁定を下し、有経の地頭職は停止されたが、功臣であるので替地が与えられた。
紀伊国へ進出した有経の系統は紀伊氏と呼ばれ、以後の史料に「紀伊何某」という豊島氏一族と思しき人物が何人か現れる。
寛元4年（1286年）に紀伊七郎左衛門の運送疋夫（夫丸）が荷物を持ち逃げし、紀伊七郎左衛門が所従を派遣して探させ鎌倉に潜んでいるのを見つけて追いかけたところ疋夫が御所に乱入する事件が起きた。紀伊七郎左衛門は責任を問われて丹後国の所領を没収されている。この運送に絡む事件を起こした豊島氏一族の紀伊氏は海運業を営む「水の武士団」だったと考えられている。
江戸時代に旗本・豊島泰盈が作成した「金輪寺本豊島家系図」「泰盈本豊島家系図」では有経は朝経の子とされていたが、より信頼性の高い鎌倉時代末期作成の「桓武平氏諸流系図」では有経は清元の子となっている。また、朝経が土佐守護に任じられたのは建仁元年（1201年）であるのに対して、有経が紀伊守護人に任じられたのは16年も前の元暦元年（1184年）である。このため、近年の研究では従来父とされていた朝経が有経の子に比定され親子関係が逆転してしまっている。